# Ruta Provincial E 89 (Córdoba)
La Ruta Provincial E-89, es una vía de tránsito de jurisdicción provincial ubicada en la República Argentina, cuyo trazado discurre en el sur de la Provincia de Córdoba, cercana a la ciudad de Río Cuarto.
Tiene una extensión de poco menos de 35 km y el 100% de su traza es de tierra.

Inicia su recorrido, aproximadamente en el kilómetro 85 de la  RP 23 , y finaliza al llegar a la Avenida Argentina en la localidad de Alcira Gigena.

## Localidades
En su derrotero, esta ruta no atraviesa ninguna población diferente a las que marcan su inicio y su final, ya que su trazado discurre por una zona netamente agrícola, pero es utilizada por la población local, para llegar al Río de las Barrancas en Alpa Corral.